# Copa Nacional de Fútbol Femenino
La Copa Nacional de Fútbol Femenino es el máximo evento clubista del fútbol del interior uruguayo (todos los departamentos excepto Montevideo) a nivel femenino. Es el equivalente femenino de la Copa Nacional de Clubes. Su desarrollo depende de la Organización del Fútbol del Interior.

## Lista de campeones
| Año  | Campeón                              | Dpto.          | Subcampeón                                 | Dpto.         | Ida           | Vuelta          |
| ---- | ------------------------------------ | -------------- | ------------------------------------------ | ------------- | ------------- | --------------- |
| 2000 | Cuareim (Cuareim)                    | Artigas        | Temperley (Minas)                          | Lavalleja     | 1-0           | 1-1             |
| 2001 | Arachanas (Melo)                     | Cerro Largo    | Barrio Rivera 33 Las Diablitas (Maldonado) | Maldonado     | 1-0           | 1-1             |
| 2002 | Arachanas (Melo)                     | Cerro Largo    | Deportivo Rosario (Rosario)                | Colonia       | 6-0           | 2-3             |
| 2003 | Arachanas (Melo)                     | Cerro Largo    | Defensor Sporting (Río Branco)             | Cerro Largo   | 1-0           | 2-0             |
| 2004 | Defensor Sporting (Río Branco)       | Cerro Largo    | Deportivo Rosario (Rosario)                | Colonia       | 3-1           | 3-1             |
| 2005 | Defensor Sporting (Río Branco)       | Cerro Largo    | Deportivo Durazno (Durazno)                | Durazno       | 1-1           | 4-1             |
| 2006 | Suspendido                           | Suspendido     | Suspendido                                 | Suspendido    | Suspendido    | Suspendido      |
| 2007 | No se disputó                        | No se disputó  | No se disputó                              | No se disputó | No se disputó | No se disputó   |
| 2008 | No se disputó                        | No se disputó  | No se disputó                              | No se disputó | No se disputó | No se disputó   |
| 2009 | Fray Bentos (Fray Bentos)            | Río Negro      | La Cachila (San Ramón)                     | Canelones     | 2-2           | 1-0             |
| 2010 | Yerbalense (Treinta y Tres)          | Treinta y Tres | Nacional (San José de Mayo)                | San José      | 1-2           | (gv)1-0         |
| 2011 | Vida Nueva (San Bautista)            | Canelones      | Nacional (San José de Mayo)                | San José      | 2-1           | 1-0             |
| 2012 | Arachanas (Melo)                     | Cerro Largo    | Juventud (Colonia del Sacramento)          | Colonia       | 2-0           | 1-2             |
| 2013 | Juventud (Colonia del Sacramento)    | Colonia        | Arachanas (Melo)                           | Cerro Largo   | 1-0           | 1-1             |
| 2014 | Nacional (Artigas)                   | Artigas        | Arachanas (Melo)                           | Cerro Largo   | 2-0           | 2-2             |
| 2015 | Unión (Paysandú)                     | Paysandú       | Arachanas (Melo)                           | Cerro Largo   | 0-0           | 0-0 (dts, 4-1p) |
| 2016 | Unión (Paysandú)                     | Paysandú       | River Plate (San José de Mayo)             | San José      | 2-1           | 2-0             |
| 2017 | Atlético Valdense (Colonia Valdense) | Colonia        | Nacional (Florida)                         | Florida       | 1-1           | 1-1 (3-2p)      |
| 2018 | Centenario                           | Río Negro      | Arachanas (Melo)                           | Cerro Largo   | 0-0           | 2-1             |
| 2019 | Nacional (Florida)                   | Florida        | Litoral (Paysandú)                         | Paysandú      | 2-0           | 3-2             |
| 2020 | Arachanas (Melo)                     | Cerro Largo    | Nacional (Florida)                         | Florida       | 1-1           | 2-2 (dts, 3-1p) |
| 2021 | Laureles (Fray Bentos)               |                | Nacional (Florida)                         | Florida       | 0-3           | 1-0 (5-3p)      |
| 2022 | Litoral (Paysandú)                   | Paysandú       | Ceibal (Salto)                             | Salto         | 1-0           | 0-0             |
| 2023 | Litoral (Paysandú)                   | Paysandú       | Nacional (Florida)                         | Florida       | 1-1           | 4-1             |

## Palmarés

### Por equipos
| Equipo                                     | Departamento   | Finales ganadas | Finales perdidas | Total | Años campeón                 | Años subcampeón        |
| ------------------------------------------ | -------------- | --------------- | ---------------- | ----- | ---------------------------- | ---------------------- |
| Arachanas (Melo)                           | Cerro Largo    | 5               | 4                | 9     | 2001, 2002, 2003, 2012, 2020 | 2013, 2014, 2015, 2018 |
| Defensor Sporting (Río Branco)             | Cerro Largo    | 2               | 1                | 3     | 2004, 2005                   | 2003                   |
| Litoral (Paysandú)                         | Paysandú       | 2               | 1                | 3     | 2022, 2023                   | 2019                   |
| Unión (Paysandú)                           | Paysandú       | 2               | 0                | 2     | 2015, 2016                   | -                      |
| Nacional (Florida)                         | Florida        | 1               | 4                | 5     | 2019                         | 2017, 2020, 2021, 2023 |
| Juventud (Colonia del Sacramento)          | Colonia        | 1               | 1                | 2     | 2013                         | 2012                   |
| Atlético Valdense (Colonia Valdense)       | Colonia        | 1               | 0                | 1     | 2017                         |                        |
| Cuareim (Cuareim)                          | Artigas        | 1               | 0                | 1     | 2000                         | -                      |
| Fray Bentos (Fray Bentos)                  | Río Negro      | 1               | 0                | 1     | 2009                         | -                      |
| Nacional (Artigas)                         | Artigas        | 1               | 0                | 1     | 2014                         | -                      |
| Vida Nueva (San Bautista)                  | Canelones      | 1               | 0                | 1     | 2011                         | -                      |
| Centenario                                 | Río Negro      | 1               | 0                | 1     | 2018                         | -                      |
| Yerbalense (Treinta y Tres)                | Treinta y Tres | 1               | 0                | 1     | 2010                         | -                      |
| Laureles (Fray Bentos)                     | Río Negro      | 1               | 0                | 1     | 2021                         |                        |
| Deportivo Rosario (Rosario)                | Colonia        | 0               | 2                | 2     | -                            | 2002, 2004             |
| Nacional (San José de Mayo)                | San José       | 0               | 2                | 2     | -                            | 2010, 2011             |
| Barrio Rivera 33 Las Diablitas (Maldonado) | Maldonado      | 0               | 1                | 1     | -                            | 2001                   |
| Deportivo Durazno (Durazno)                | Durazno        | 0               | 1                | 1     | -                            | 2005                   |
| La Cachila (San Ramón)                     | Canelones      | 0               | 1                | 1     | -                            | 2009                   |
| River Plate (San José de Mayo)             | San José       | 0               | 1                | 1     | -                            | 2016                   |
| Ceibal (Salto)                             | Salto          | 0               | 1                | 1     | -                            | 2022                   |
| Temperley (Minas)                          | Lavalleja      | 0               | 1                | 1     | -                            | 2000                   |

### Por departamentos
| Departamento   | Finales ganadas | Finales perdidas | Total |
| -------------- | --------------- | ---------------- | ----- |
| Cerro Largo    | 7               | 5                | 12    |
| Paysandú       | 4               | 1                | 5     |
| Río Negro      | 3               | 0                | 3     |
| Colonia        | 2               | 3                | 5     |
| Artigas        | 2               | 0                | 2     |
| Florida        | 1               | 4                | 5     |
| Canelones      | 1               | 1                | 2     |
| Treinta y Tres | 1               | 0                | 1     |
| San José       | 0               | 3                | 3     |
| Durazno        | 0               | 1                | 1     |
| Lavalleja      | 0               | 1                | 1     |
| Maldonado      | 0               | 1                | 1     |
| Salto          | 0               | 1                | 1     |

## Campeonato Sub-16
Se trata del primer campeonato de fútbol femenino en categoría juvenil de la organización.
| Año     | Campeón                    | Dpto.      | Subcampeón                     | Dpto.       | Ida     | Vuelta         |
| ------- | -------------------------- | ---------- | ------------------------------ | ----------- | ------- | -------------- |
| 2013/14 | Nacional (Florida)         | Florida    | San Miguel (Paysandú)          | Paysandú    | 4-0     | 1-1            |
| 2014/15 | Palmirense (Nueva Palmira) | Soriano    | Sarandí Universitario (Rivera) | Rivera      | 1-0     | 1-0            |
| 2015/16 | Vacante                    | Vacante    | Vacante                        | Vacante     | Vacante | Vacante        |
| 2016/17 | Palmirense (Nueva Palmira) | Soriano    | Nacional (Florida)             | Florida     | 2-1     | 3-2            |
| 2017/18 | Selección de Tacuarembó    | Tacuarembó | Palmirense (Nueva Palmira)     | Soriano     | 2-1     | 0-4 (5-3 pen.) |
| 2019    | Selección de Tacuarembó    | Tacuarembó | Selección de San José          | San José    | 2-0     | 2-0            |
| 2020/21 | Palmirense (Nueva Palmira) | Soriano    | Conventos (Melo)               | Cerro Largo | 4-0     | 3-1            |
| 2022    | Sud América (Mercedes)     | Soriano    | Ituzaingó (Punta del Este)     | Maldonado   | 0-3     | 2-1 (5-3 pen.) |
| 2023    | Juventud (Colonia)         | Colonia    | Ituzaingó (Punta del Este)     | Maldonado   | 3-1     | 4-5            |

## Torneos de integración con AUF
En 2001 y 2003 los mejores equipos del torneo se enfrentaron a los mejores equipos del Campeonato Uruguayo de Fútbol Femenino de la Asociación Uruguaya de Fútbol en un torneo experimental de integración entre ambas organizaciones. En 2012 se realizó una edición en categoría Sub-15.

### Categoría mayores
| Año  | Campeón                     | Dpto.      | Subcampeón            | Dpto.       | Ida | Vuelta |
| ---- | --------------------------- | ---------- | --------------------- | ----------- | --- | ------ |
| 2001 | Rampla Juniors (Montevideo) | Montevideo | Nacional (Montevideo) | Montevideo  | 4-2 | 2-0    |
| 2003 | Rampla Juniors (Montevideo) | Montevideo | Arachanas (Melo)      | Cerro Largo | 2-0 | 2-0    |

#### Amistosos
Los siguientes partidos amistosos de integración se jugaron entre los campeones OFI y AUF
| Año  | Ganador               | Dpto.      | Perdedor                    | Dpto.          | Resultado |
| ---- | --------------------- | ---------- | --------------------------- | -------------- | --------- |
| 2011 | Nacional (Montevideo) | Montevideo | Yerbalense (Treinta y Tres) | Treinta y Tres | 6-1       |
| 2012 | Nacional (Montevideo) | Montevideo | Vida Nueva (San Bautista)   | Canelones      | 9-0       |

### Categoría Sub-15
| Año  | Campeón                           | Dpto.      | Subcampeón            | Dpto.      |
| ---- | --------------------------------- | ---------- | --------------------- | ---------- |
| 2012 | Montevideo Wanderers (Montevideo) | Montevideo | Nacional (Montevideo) | Montevideo |

### Categoría Sub-16
| Año  | Campeón                    | Dpto.      | Subcampeón                         | Dpto.      |
| ---- | -------------------------- | ---------- | ---------------------------------- | ---------- |
| 2017 | Palmirense (Nueva Palmira) | Colonia    |                                    |            |
| 2018 | Liverpool (Montevideo)     | Montevideo |                                    |            |
| 2019 | Liverpool (Montevideo)     | Montevideo | Selección de Tacuarembó            | Tacuarembó |
| 2020 | Liverpool (Montevideo)     | Montevideo | San Jacinto Rentistas (Montevideo) | Montevideo |
| 2021 | Liverpool (Montevideo)     | Montevideo | Peñarol (Montevideo)               | Montevideo |
| 2022 | Nacional (Montevideo)      | Montevideo | Peñarol (Montevideo)               | Montevideo |
| 2023 | Liverpool (Montevideo)     | Montevideo | Nacional (Montevideo)              | Montevideo |